# Q1
Q1 je 323 m visoka stanovanjska stolpnica in trenutno najvišja zgradba v Avstraliji. Stoji v turističnem mestu Gold Coast v zvezni državi Queensland. Q1 je bil do leta 2011 najvišja stanovanjska zgradba na svetu, še vedno pa je najvišja stavba na južni polobli.

## Oblika
Q1 je oblikoval studio Atelier. Navdih za obliko zgradbe sta bili olimpijska bakla (kakršna je bila uporabljena ob olimpijskih igrah v Sydneyju) in Sydneyska operna hiša.

## Gradnja
Q1 je zgradilo Avstralsko podjetje Sunland Constructions. Pričetek gradnje je bil leta 2002, konec pa novembra 2005.

## Zanimivosti
- V šestdesetem nadstropju je tropski zimski vrt, ki je ponoči razsvetljen
- Konstrukcijo podpira 22 stebrov, ki merijo 2 metra v premer in so 40 m visoki
- Ima najhitrejša dvigala v Avstraliji
- V 74. nadstropju so najvišji balkoni v Avstraliji
- V 77. nadstropju je javno dostopna razgledna točka
- Antena tehta 110 ton
- Samo 1 m nižji od Eifflovega Stolpa

## Povezave
- Uradna stran
- www.qtallesttower.com Arhivirano 2008-03-06 na Wayback Machine.
- Q1 na www.emporis.com
- www.q1observationdeck.com.au Arhivirano 2017-02-17 na Wayback Machine.
- www.q1penthouse.com Arhivirano 2017-09-26 na Wayback Machine.
- www.resinet.com.au/building/q1-tower/

1. 1 2 3 4 5  »Q1«. The Skyscraper Center. Council on Tall Buildings and Urban Habitat.[mrtva povezava]
2. ↑  Emporis - Q1 Tower